# Anthony McGowan
Anthony McGowan (ur. w styczniu 1965 w Manchesterze) – brytyjski pisarz, twórca literatury dla dzieci, młodzieży i dorosłych.
Ukończył studia magisterskie z zakresu filozofii. Następnie obronił doktorat (Ph.D.). W 2006 otrzymał nagrodę literacką Teenage Booktrust Prize (za powieść Henry Tumour).
Jest żonaty z Rebeccą Campbell. Ma dwóch synów. Mieszka w Londynie.

## Powieści
- Stag Hunt (2004)
- Hellbent (2005)
- Mortal Coil (2005)
- Henry Tumour (2006)

seria Bare Bum Gang
1. The Football Face-Off (2008)
2. Battle the Dogsnatchers (2008)
3. The Valley of Doom (2009)
4. The Holy Grail (2009)

- Jack Tumor (2009)
- Einstein's Underpants: And How They Saved the World (2009)
- The Knife That Killed Me (2010)
- The Fall (2011)

seria Willard Price
1. Leopard Adventure (2012)
2. Shark Adventure (2013)
3. Bear Adventure (2013)
4. Python Adventure (2014)

seria Donut Diaries
1. Escape from Camp Fatso (wraz z Dermotem Milliganem; 2012)

- Brock (2013)
- Hello Darkness (2013)